# Eurogress Aachen
Eurogress Aachen is een congrescentrum in de Duitse stad Aken. Het complex is gelegen naast het Parkhotel Quellenhof en het Neues Kurhaus aan de Monheimsallee ten noordoosten van het historische stadscentrum van Aken in het stadsdeel Aachen-Mitte. Het complex ligt gedeeltelijk in de Stadtgarten Aachen.

## Bouwgeschiedenis

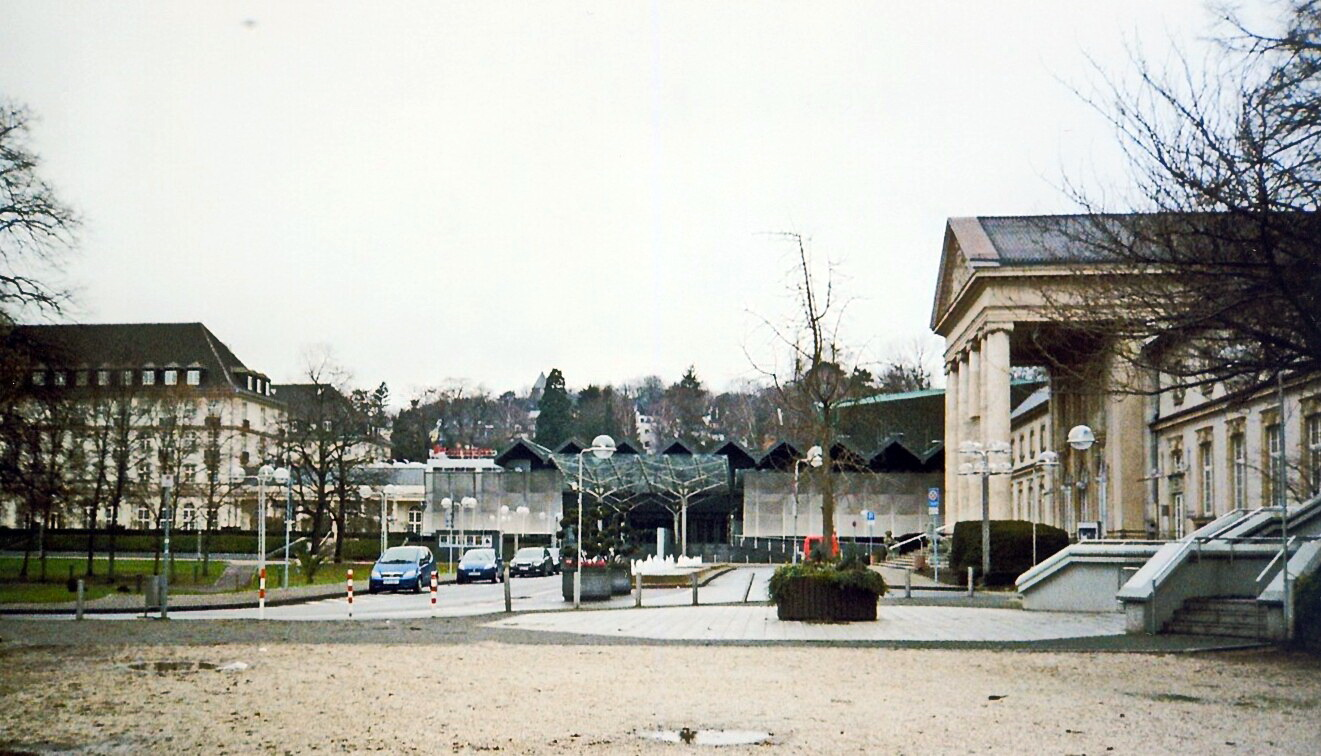
Ligging van Eurogress tussen Parkhotel Quellenhof (links) en Neues Kurhaus (rechts)

Het Congrescentrum werd gebouwd op de plaats van de Wandelhalle, een bij het kuuroord behorende neoclassicistische zuilengalerij, die tijdens de Tweede Wereldoorlog werd verwoest. Op 5 februari 1975 besloot de gemeenteraad van Aken tot de bouw van een nieuwe Stadthalle op deze locatie. De bouwkosten werden geschat op 46,5 miljoen DM. Het congrescentrum, ontworpen door de architect Erwin Schiffer en gebouwd door het Akense bouwbedrijf Grünzig GmbH, werd op 4 september 1977 geopend. De bijbehorende parkeergarage Eurogress beschikt over circa 600 parkeerplaatsen.
Tussen 1998 en 2014 werd het gebouw in fasen grondig gerenoveerd, waarbij ook de evenemententechniek werd vernieuwd.

## Faciliteiten
Eurogress Aachen beschikt over drie zalen:
- Europa-Saal: tot 1.700 zitplaatsen;
- Berlin-Saal: tot 650 zitplaatsen (onder te verdelen in drie segmenten);
- Brüssel-Saal: tot 480 zitplaatsen.

Daarnaast zijn er elf vergaderruimtes met 10 tot 520 zitplaatsen. Eurogress beschikt over ongeveer 3.000 m² tentoonstellingsruimte.
Sinds 2014 exploiteert Eurogress de evenementenruimtes in Tivoli Aachen. Met name de ruimtes in het business-gedeelte zijn geschikt voor congressen, seminars en sociale evenementen.
Vanaf 2025 neemt Eurogress de exploitatie over van het naastgelegen Neues Kurhaus, dat sinds 2015 leeg ligt en vanaf 2020 ingrijpend verbouwd wordt.
Twee keer per jaar organiseert Eurogress de kermis Öcher Bend op de ca. 30.000 m² grote Bendplatz bij het station Aachen West. Een deel van dat terrein werd in 2020 onder protest van veel Akenaren verkocht aan Lindt & Sprüngli, dat haar bedrijfsactiviteiten op deze locatie wilde uitbreiden. Sindsdien is de Öcher Bend noodgedwongen kleiner van opzet.

## Gebruik
De locatie, de uitrusting en de akoestiek maken het mogelijk om evenementen in vrijwel alle genres te organiseren. De focus van de congressen, conferenties en seminars ligt op het technische en medisch-wetenschappelijke vlak, vaak in samenwerking met de RWTH Aachen. Regelmatig terugkerende evenementen zijn verder: beurzen, (verkoop)tentoonstellingen, klassieke en populaire concerten, theater- en cabaretvoorstellingen, musicals, filmvertoningen, bals en carnavalsevenementen, en rommelmarkten.
Eurogress is tevens het hoofdpodium van het Sinfonieorchester Aachen, dat officieel gevestigd is in Theater Aachen.
Een landelijk bekend carnavalsevenement, de toekenning van de orde wider den tierischen Ernst, vindt elk jaar plaats in Eurogress en wordt dan door de ARD uitgezonden op de publieke televisie.

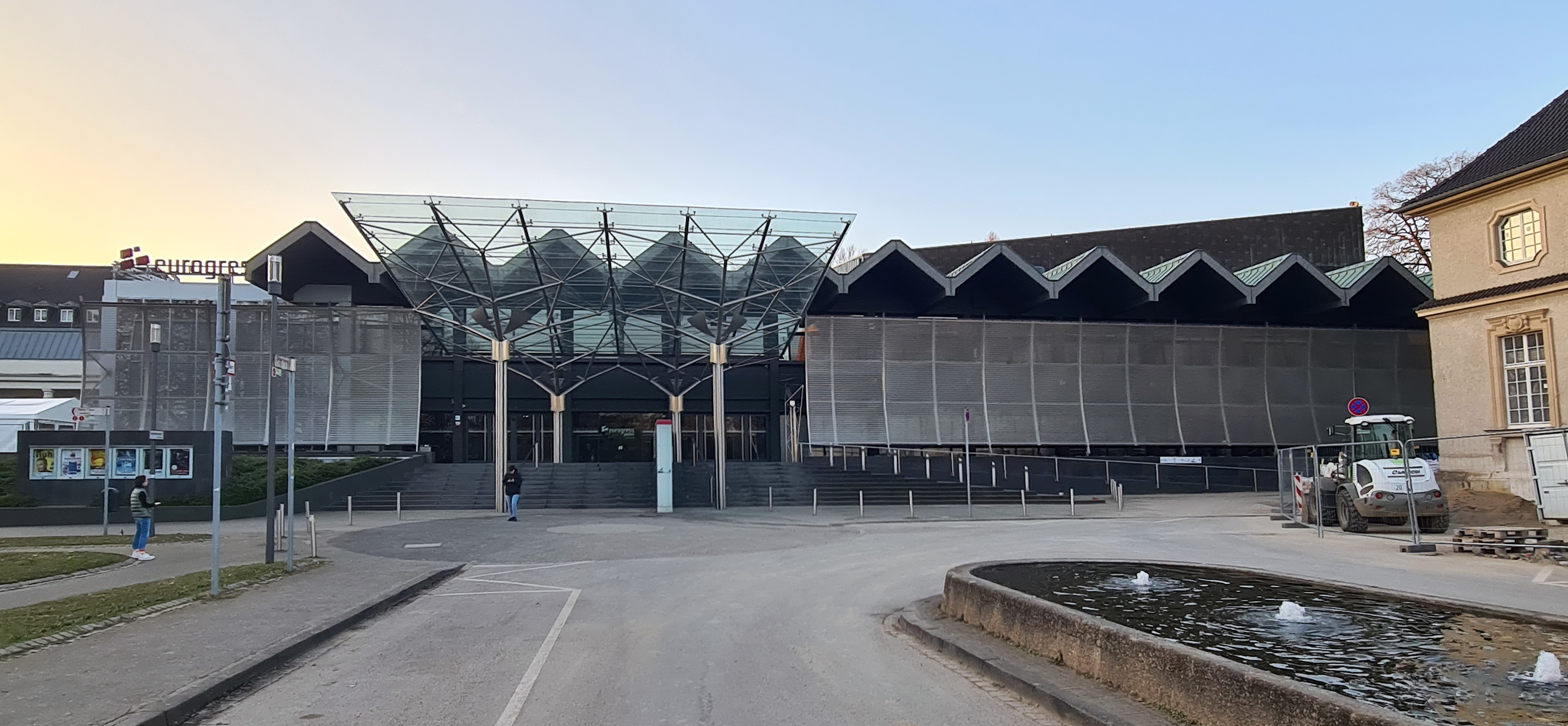
Overzicht vanuit het oosten
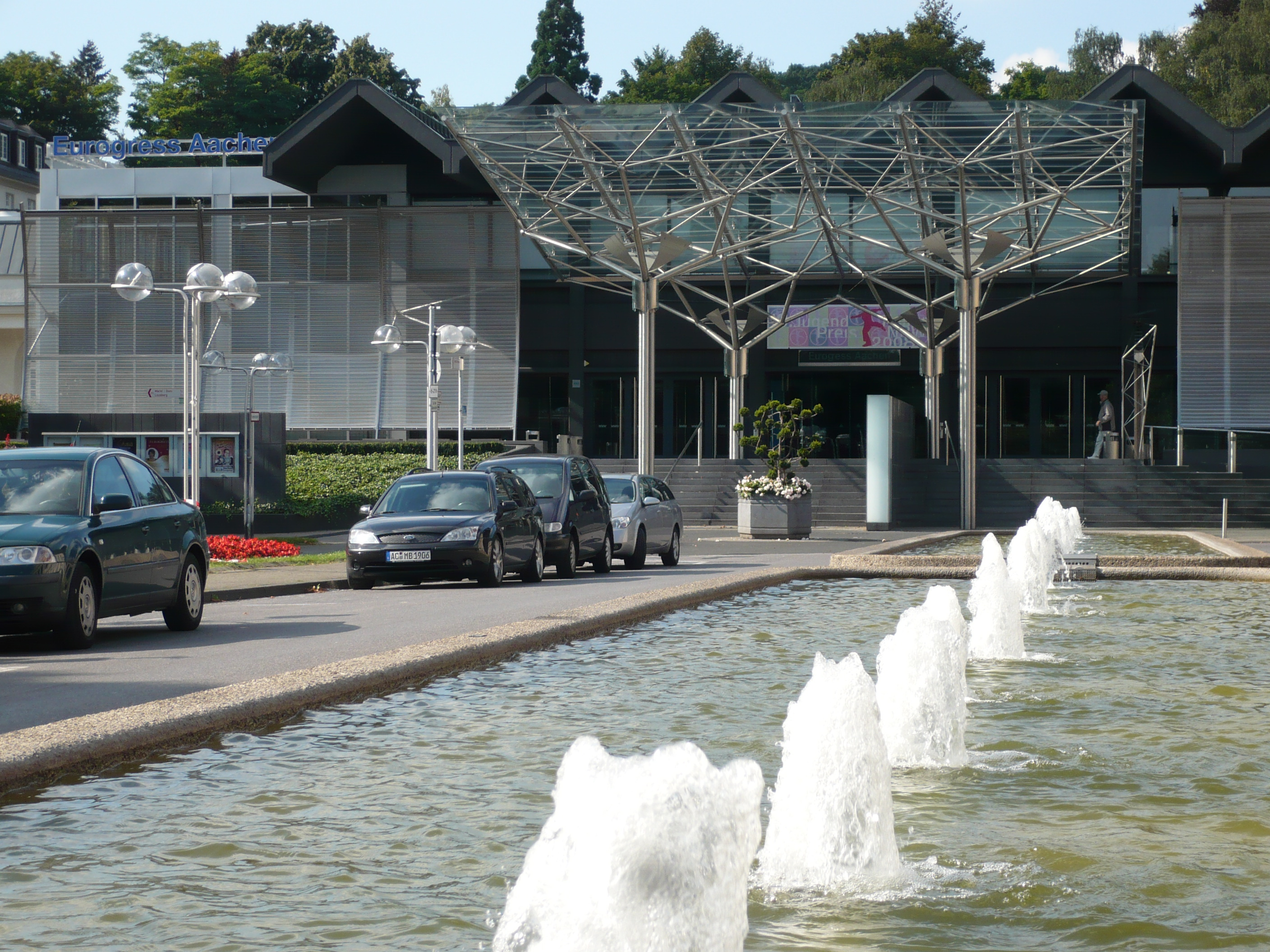
Kuurpark met fonteinen
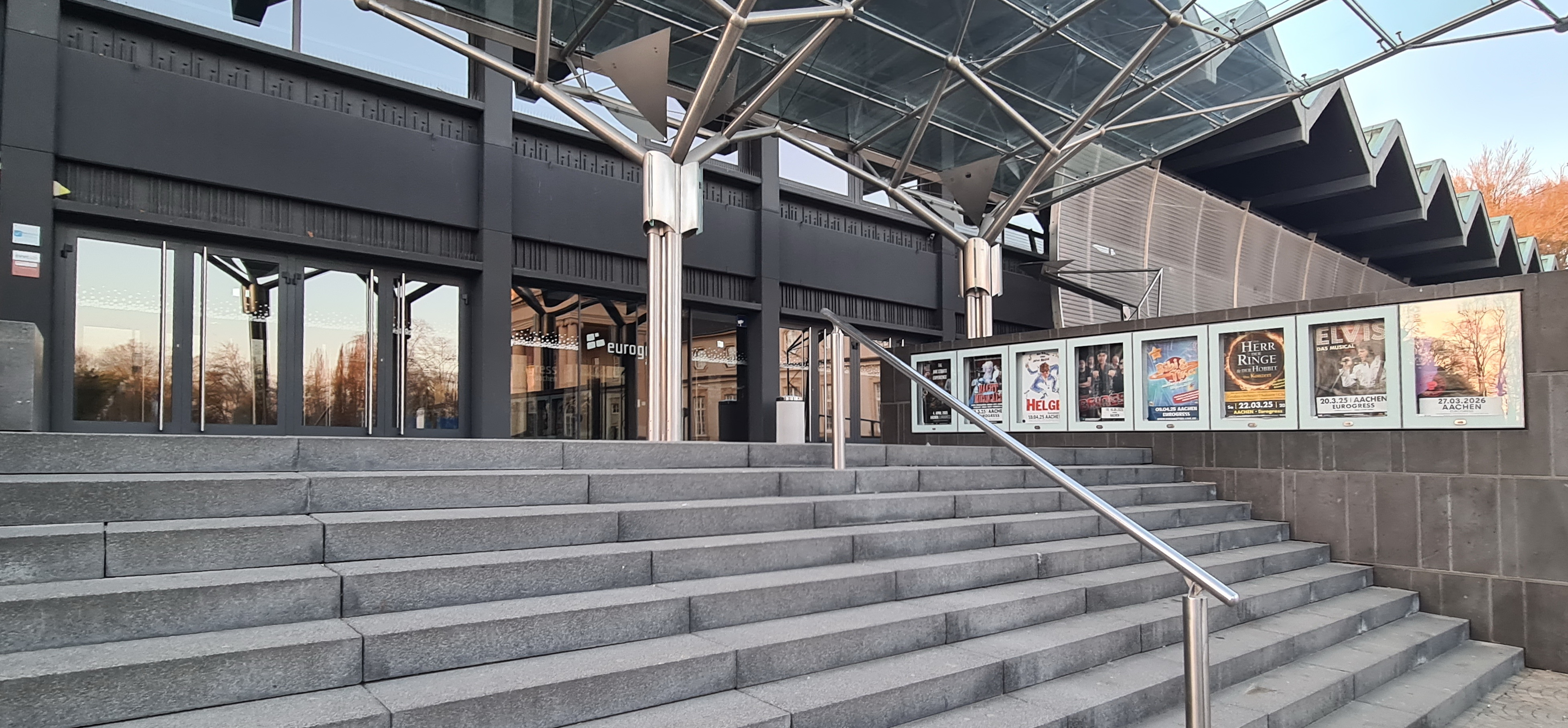
Entree met trappartij en glazen luifel
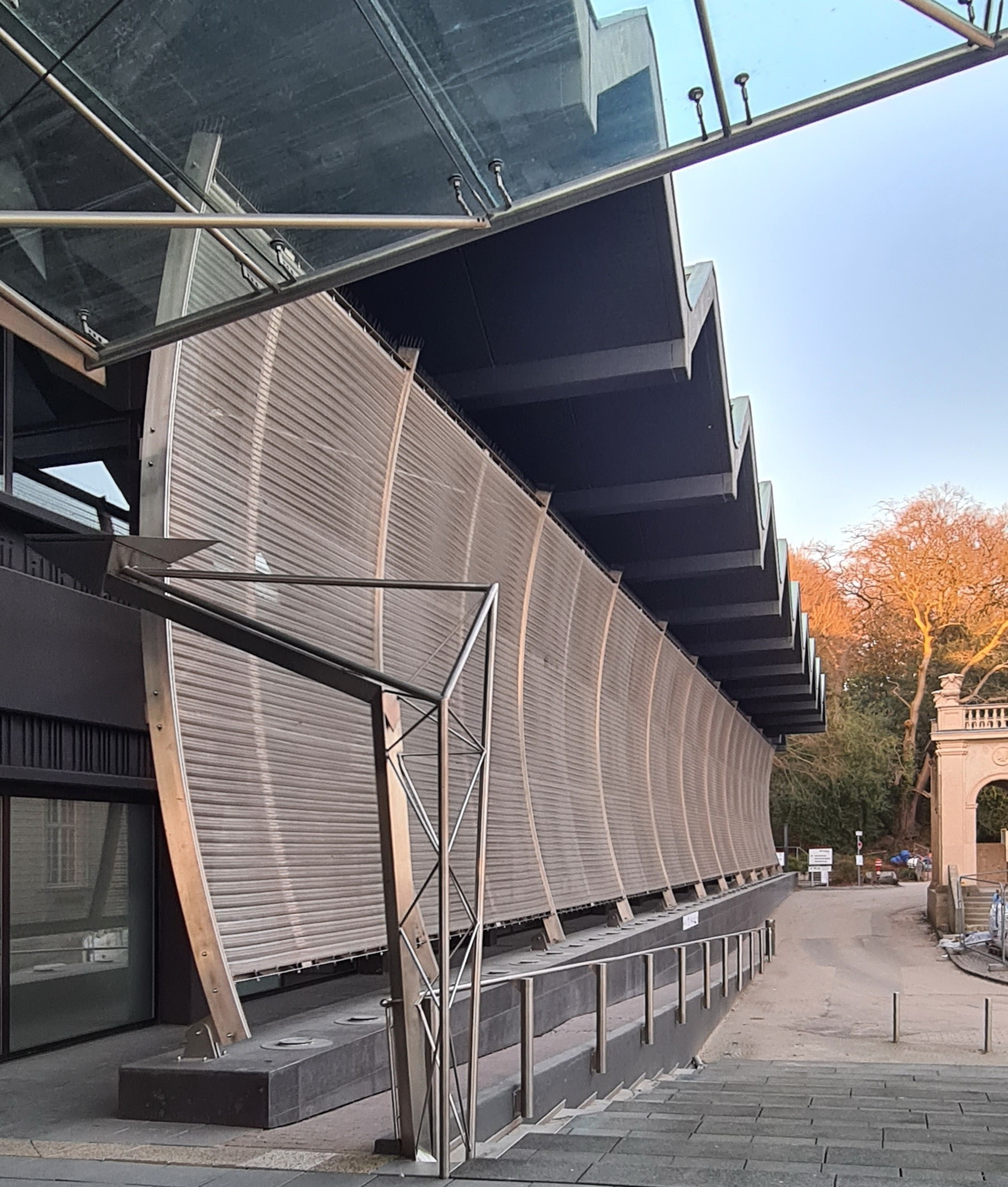
Architectuurdetail
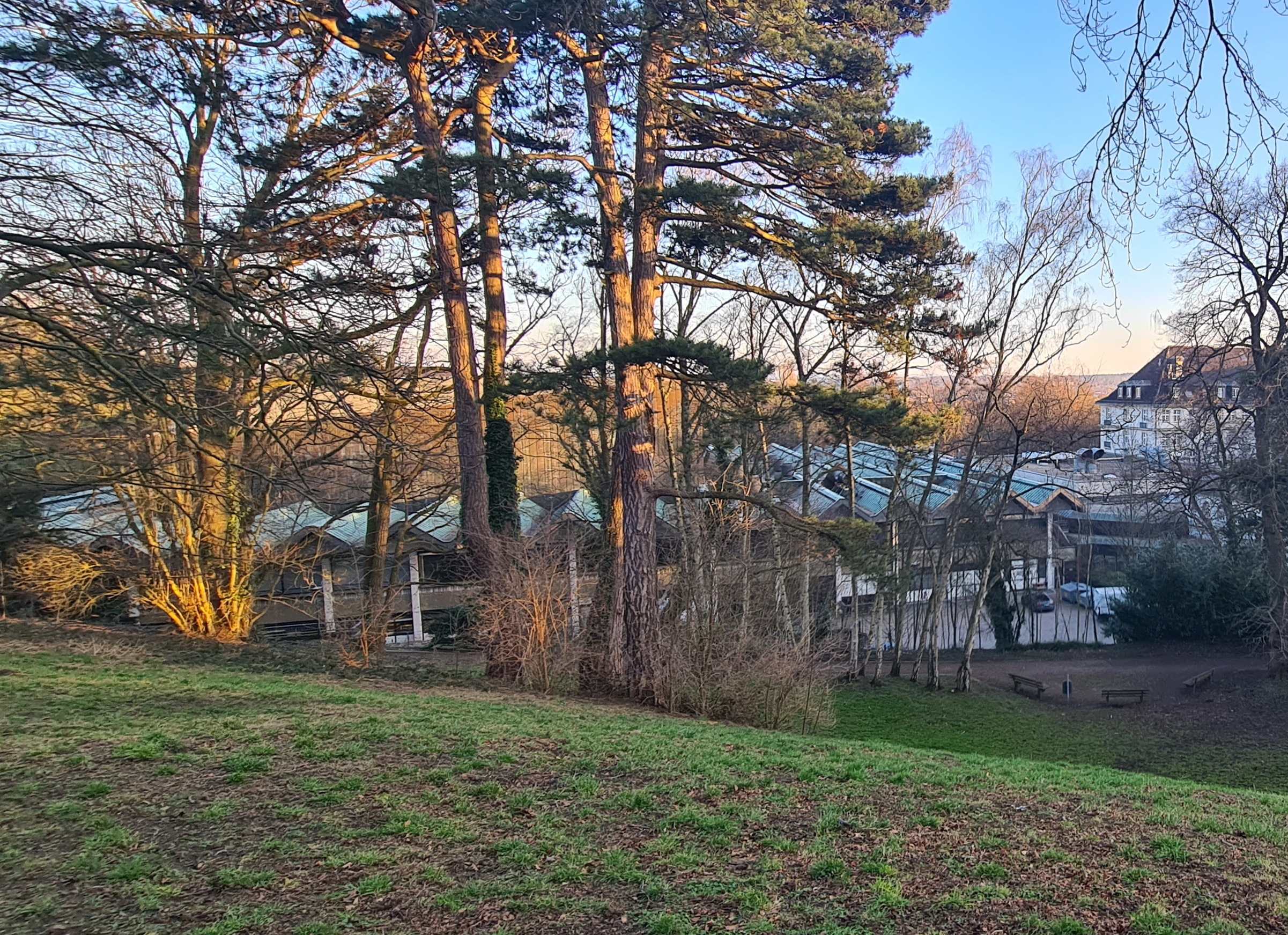
Het complex vanuit de Stadtgarten

- Gemeinsame Normdatei: 16292231-0
- MusicBrainz: 97f3a537-250f-40dc-a182-ccf68e0a0c9a
- Virtual International Authority File: 200538113